# Арто Яванайнен
Арто Яванайнен (фін. Arto Javanainen, нар. 8 квітня 1959, Порі — пом. 25 січня 2011 Турку) — фінський хокеїст, що грав на позиції крайнього нападника. Грав за збірну команду Фінляндії.

## Ігрова кар'єра
Хокейну кар'єру розпочав на батьківщині 1975 року виступами за команду «Ессят».
1983 року був обраний на драфті НХЛ під 118-м загальним номером клубом «Монреаль Канадієнс», який, утім, правом укласти контракт з фіном не скористався. Тож наступного 1984 року знову брав участь у драфті НХЛ, на якому був обраний під 85-м загальним номером командою «Піттсбург Пінгвінс». 
Протягом професійної клубної ігрової кар'єри, що здебільшого проходила на батьківщині і тривала 20 років, захищав кольори команд «Ессят», ТПС та «Піттсбург Пінгвінс».
Був гравцем молодіжної збірної Фінляндії, у складі якої брав участь у 19 іграх. Виступав за національну збірну Фінляндії, провів 25 ігор в її складі.

## Нагороди та досягнення
- Команда всіх зірок СМ-ліги — 1982, 1986, 1987, 1988.
- Найкращий нападник ліги — 1984, 1986, 1988, 1991.
- Чемпіон Фінляндії в складі ТПС — 1989.

## Смерть
26 січня 2011 року після тривалої хвороби Арто помер у лікарні міста Турку.

## Статистика

### Клубні виступи
| Сезон         | Клуб                 | Ліга          | Регулярний сезон | Регулярний сезон | Регулярний сезон | Регулярний сезон | Регулярний сезон | Плей-оф | Плей-оф | Плей-оф | Плей-оф | Плей-оф |
| Сезон         | Клуб                 | Ліга          | І                | Г                | П                | О                | ШХ               | І       | Г       | П       | О       | ШХ      |
| ------------- | -------------------- | ------------- | ---------------- | ---------------- | ---------------- | ---------------- | ---------------- | ------- | ------- | ------- | ------- | ------- |
| 1975–76       | «Ессят (мол.)»       | Фін. мол.     | 29               | 10               | 3                | 13               | 41               | —       | —       | —       | —       | —       |
| 1975–76       | «Ессят»              | СМ-Л          | 27               | 0                | 0                | 0                | 0                | 3       | 0       | 0       | 0       | 0       |
| 1976–77       | «Ессят» мол.         | Фін. мол.     | 4                | 3                | 1                | 4                | 16               | —       | —       | —       | —       | —       |
| 1976–77       | «Ессят»              | СМ-Л          | 34               | 9                | 5                | 14               | 8                | —       | —       | —       | —       | —       |
| 1977–78       | «Ессят» мол.         | Фін. мол.     | 13               | 13               | 7                | 20               | 12               | —       | —       | —       | —       | —       |
| 1977–78       | «Ессят»              | СМ-Л          | 35               | 8                | 8                | 16               | 0                | 9       | 5       | 4       | 9       | 5       |
| 1978–79       | «Ессят» мол.         | Фін. мол.     | 1                | 1                | 0                | 1                | 7                | —       | —       | —       | —       | —       |
| 1978–79       | «Ессят»              | СМ-Л          | 36               | 31               | 18               | 49               | 36               | 8       | 7       | 4       | 11      | 7       |
| 1979–80       | «Ессят» мол.         | Фін. мол.     | 1                | 1                | 1                | 2                | 6                | —       | —       | —       | —       | —       |
| 1979–80       | «Ессят»              | СМ-Л          | 36               | 28               | 29               | 57               | 48               | 7       | 7       | 2       | 9       | 10      |
| 1980–81       | «Ессят»              | СМ-Л          | 36               | 37               | 27               | 64               | 40               | 2       | 1       | 0       | 1       | 2       |
| 1981–82       | «Ессят»              | СМ-Л          | 36               | 29               | 27               | 56               | 50               | 9       | 5       | 4       | 9       | 8       |
| 1982–83       | «Ессят»              | СМ-Л          | 36               | 28               | 23               | 51               | 56               | —       | —       | —       | —       | —       |
| 1983–84       | «Ессят»              | СМ-Л          | 37               | 37               | 25               | 62               | 66               | 9       | 4       | 2       | 6       | 10      |
| 1984–85       | «Піттсбург Пінгвінс» | НХЛ           | 14               | 4                | 1                | 5                | 2                | —       | —       | —       | —       | —       |
| 1984–85       | «Балтимор Скіпджекс» | АХЛ           | 59               | 26               | 29               | 55               | 15               | 15      | 5       | 4       | 9       | 2       |
| 1985–86       | «Ессят»              | СМ-Л          | 36               | 44               | 27               | 71               | 26               | —       | —       | —       | —       | —       |
| 1986–87       | «Ессят»              | СМ-Л          | 44               | 37               | 24               | 61               | 80               | —       | —       | —       | —       | —       |
| 1987–88       | ТПС                  | СМ-Л          | 44               | 47               | 20               | 67               | 42               | —       | —       | —       | —       | —       |
| 1988–89       | ТПС                  | СМ-Л          | 44               | 32               | 23               | 55               | 38               | 6       | 5       | 3       | 8       | 2       |
| 1989–90       | «Ессят»              | I-Див         | 36               | 59               | 39               | 98               | 30               | 3       | 2       | 1       | 3       | 6       |
| 1990–91       | «Ессят»              | СМ-Л          | 44               | 35               | 18               | 53               | 38               | —       | —       | —       | —       | —       |
| 1991–92       | «Ессят»              | СМ-Л          | 44               | 20               | 14               | 34               | 22               | 8       | 1       | 2       | 3       | 8       |
| 1992–93       | «Ессят»              | СМ-Л          | 45               | 17               | 17               | 34               | 26               | 8       | 2       | 3       | 5       | 8       |
| 1993–94       | «Ессят»              | СМ-Л          | 48               | 22               | 19               | 41               | 46               | 5       | 1       | 0       | 1       | 4       |
| 1994–95       | «Рунгстед» IK        | Данія         | 23               | 33               | 18               | 51               | 6                | 6       | 3       | 1       | 4       | 0       |
| СМ-ліга разом | СМ-ліга разом        | СМ-ліга разом | 668              | 464              | 329              | 793              | 626              | 74      | 38      | 24      | 62      | 64      |

### Збірна
| Рік                | Команда            | Турнір             | І  | Г | П  | О  | ШХ |
| ------------------ | ------------------ | ------------------ | -- | - | -- | -- | -- |
| 1977               | Фінляндія          | МЧС                | 7  | 4 | 2  | 6  | 4  |
| 1978               | Фінляндія          | МЧС                | 6  | 1 | 7  | 8  | 6  |
| 1979               | Фінляндія          | МЧС                | 6  | 2 | 3  | 5  | 0  |
| 1981               | Фінляндія          | КК                 | 5  | 1 | 0  | 1  | 2  |
| 1982               | Фінляндія          | ЧС                 | 5  | 2 | 1  | 3  | 4  |
| 1983               | Фінляндія          | ЧС                 | 10 | 1 | 2  | 3  | 8  |
| 1984               | Фінляндія          | ОІ                 | 5  | 2 | 3  | 5  | 4  |
| Молодіжна збірна   | Молодіжна збірна   | Молодіжна збірна   | 19 | 7 | 12 | 19 | 10 |
| Національна збірна | Національна збірна | Національна збірна | 25 | 6 | 6  | 12 | 18 |